# 유미 랑베르
로라 유미 랑베르(프랑스어: Laura Yumi Lambert, 1995년 4월 11일 ~ )는 벨기에의 모델이다.